# رمان (جنس)
الرُمَّان (الاسم العلمي: Punica)، جنس شجيرات نفضية حاملة للفاكهة أو أشجار صغيرة. أشهر أنواعه المعروفة هو الرمان كثير البذور (Punica granatum). النوع الآخر، الرمان السقطري (Punica protopunica)، يستوطن جزيرة سقطرى. يختلف عن الرمان كثير البذور بوجود أزهار وردية (وليس حمراء) وفاكهة أصغر وأقل حلاوة.
على الرغم من وضعها سابقًا في فصيلة الرمانية (Punicaceae)، فقد أظهرت دراسات علم الوراثة الحديثة أن الرمان ينتمي إلى فصيلة الخثرية، وقد تم تصنيفها في تلك الفصيلة من قبل مجموعة تاريخ نشوء كاسيات البذور (Angiosperm Phylogeny Group).
الاسم العلمي مشتق من الكلمة اللاتينية التي تعني الرمان، malum punicum، وتعني «تفاحة قرطاجة»
.

## الأنواع الموجودة
| الصورة | الاسم العلمي               | الاسم الشائع         | التوزيع                 |
| ------ | -------------------------- | -------------------- | ----------------------- |
|        | رمان كارولوس لينيوس        | Pomegranate          | من إيران إلى شمال الهند |
|        | رمان سقطري جون هوتون بلفور | Socotran pomegranate | جزيرة سقطرى (اليمن)     |

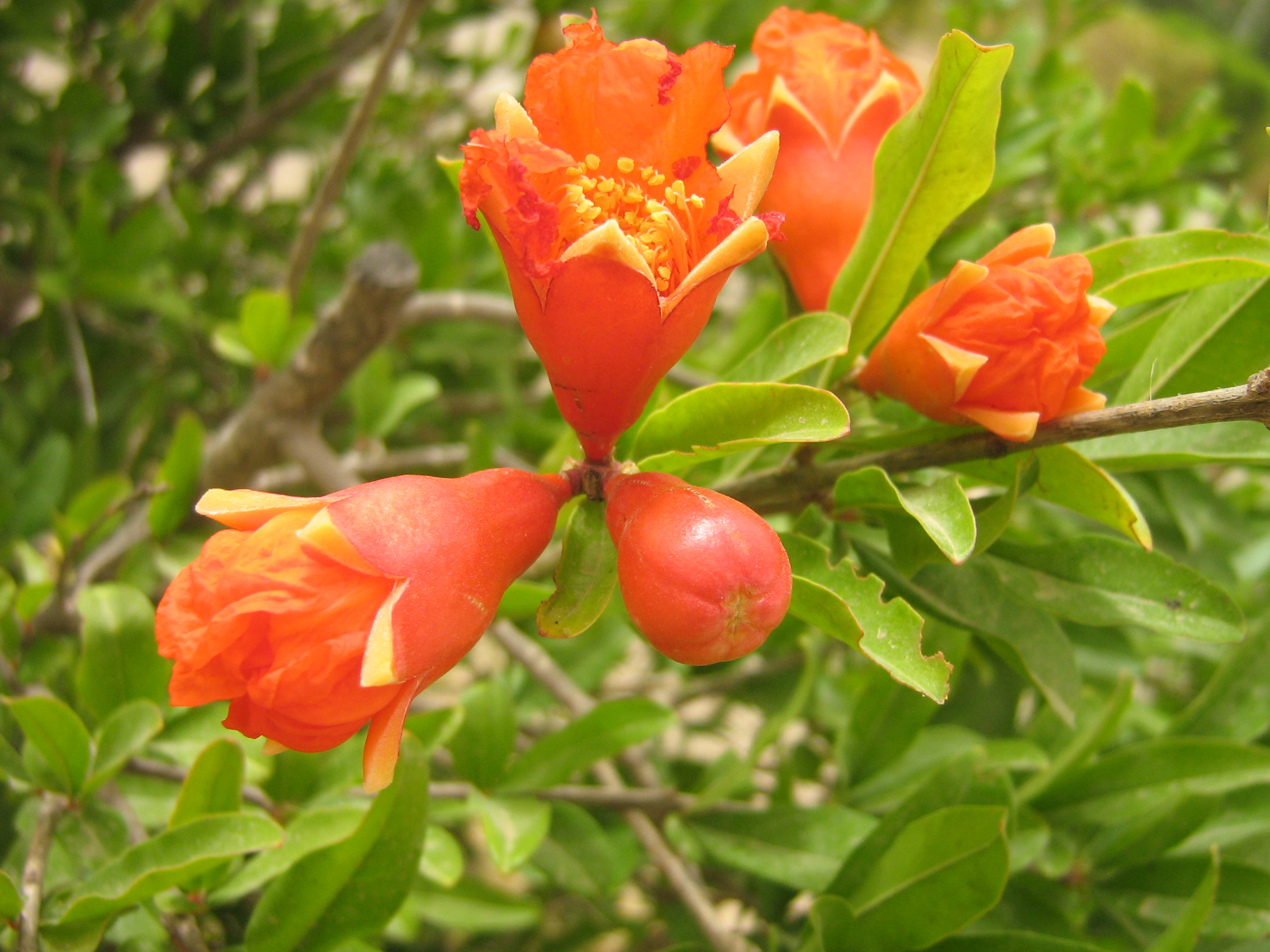
Flowers of P. granatum